# Soustons
 Soustons  (en occitano Soston) es una población y comuna francesa, situada en la región de Aquitania, departamento de Landas, en el distrito de Dax y cantón de Soustons. El centro balneario de Soustons-Plage se encuentra a 7 kilómetros del pueblo a orillas del Océano Atlántico y del lago artificial de agua salada de Port D'Albret (playas vigiladas) en la Costa de Plata. Limita al norte con Vieux-Boucau-les-Bains, Messanges y Azur, al este con Magescq y Saint-Geours-de-Maremne, al sur con Tosse y Seignosse y al oeste con el océano Atlántico.

## Historia
Soustons, ubicada en el departamento de las Landas en Nueva Aquitania, Francia, tiene una historia que refleja la importancia de su entorno natural y su desarrollo en torno a su lago y las actividades agrícolas y forestales.
En la Edad Media, Soustons era una pequeña comunidad agrícola, y sus tierras fueron moldeadas por la agricultura y la silvicultura, actividades que seguirían siendo centrales en su economía. En particular, la producción de resina de los pinos marítimos fue fundamental para la economía local durante siglos. Las vastas extensiones de bosques en la región proporcionaban materias primas esenciales, como la madera y la resina, que fueron explotadas a gran escala desde el siglo XIX.
Durante el siglo XX, Soustons experimentó un cambio significativo con la llegada del turismo. A partir de los años 1970, junto con otras áreas cercanas, la ciudad se benefició del desarrollo turístico con la creación del lago marino artificial de Port d'Albret, que atrajo visitantes tanto franceses como internacionales, interesados en disfrutar de las playas y las actividades acuáticas. Este desarrollo posicionó a Soustons como un destino vacacional clave en la región de las Landas, complementando sus ya reconocidas playas, como la de Soustons-Plage.
Un aspecto notable de la historia de Soustons es su conexión con el president François Mitterand, una de las figuras más importantes de la política francesa del siglo XX, eligió Soustons como lugar de retiro, lo que elevó el perfil del pueblo. En 1959, compró una casa en el área, conocida como "Latche," y solía pasar temporadas allí con su familia. Esta residencia es un símbolo del vínculo de Soustons con la historia política de Francia y con una de sus personalidades más destacadas. De hecho, la presencia de Mitterand atrajo la atención de la prensa y del público en general, lo que contribuyó a la fama del pueblo a nivel nacional
Hoy en día, Soustons sigue siendo conocida por su entorno natural, que incluye el lago de Soustons y la proximidad al Atlántico. Las actividades recreativas y turísticas han seguido desarrollándose, pero la ciudad también mantiene su fuerte conexión con su patrimonio agrícola y forestal.
Soustons combina su legado histórico con su entorno natural y su rol como destino turístico, lo que le ha permitido evolucionar sin perder su esencia como comunidad arraigada en la tradición y el respeto por la naturaleza.

## Demografía
| 4242 | 4522 | 5127 | 5102 | 5283 | 5743 |
| Para los censos de 1962 a 1999 la población legal corresponde a la población sin duplicidades (Fuente: INSEE [Consultar]) |      |      |      |      |      |